# Chiesa di San Francesco di Paola (Gela)
La chiesa di San Francesco di Paola sorge a fianco del relativo convento – orfanotrofio (oggi orfanotrofio regina Margherita), a Gela. 

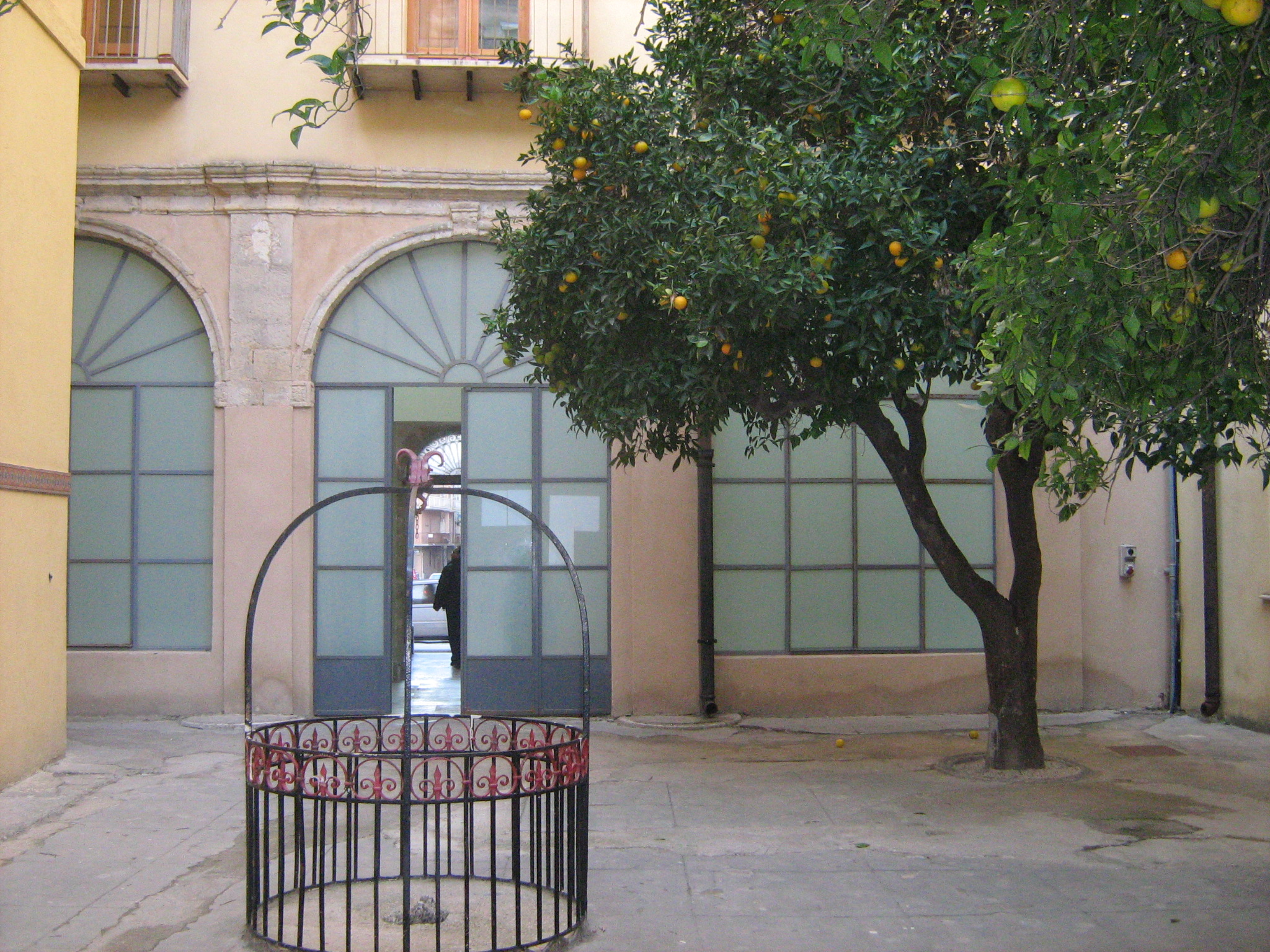
Interno dell'ex orfanotrofio.

Essa venne costruita nel 1738 da parte dei frati dell'Ordine dei Minimi di San Francesco da Paola dopo che essi abbandonarono la chiesa di S. Maria delle Grazie. 
L'ingresso della chiesa è adornato da un portale in tardo stile barocco sulla cui trabeazione si trova lo stemma della corporazione dei frati minimi su cui è incisa la parola Charitas.

## Descrizione
A sinistra, oltre il portone d'ingresso, si trovano le scale che portano alla torre campanaria nella quale sono custodite due campane riccamente ornate, e creata rispettivamente da Giacomo Grimaldi nel 1880 e da Melchiorre di Burgio nel 1832.
L'interno della chiesa è ornato da fini decorazioni di stucco, e la volta è ornata da un affresco rappresentante la glorificazione di San Francesco di Paola.
Sui dossi di due archivolti della chiesa (uno al centro della chiesa, e uno vicino all'abside) si trovano due cartigli.
Attualmente sopra i cibori delle cinque cappelle si trovano le seguenti effigie:
- Statua di San Nicola da Bari (prima cappella a sinistra)
- Statua di Sant'Anna (seconda cappella)
- Statua di San Francesco di Paola (cappella centrale)
- Gesù crocifisso (prima cappella a destra) sulla base del quale si trova un dipinto raffigurante l'Addolorata.
- Santa Maria delle Grazie

Sulle pareti si trovano, inoltre,  due dipinti raffiguranti San Giovanni di Dio e Sant’Anna. Nel presbiterio a sinistra vi è un trono riccamente intagliato nel quale due uccelli ne sorreggono i braccioli.
Sopra la porta d'ingresso vi è una cantoria dove sulle pareti vi sono degli affreschi risalenti alla costruzione della chiesa che sono in totale rovina.
Verso il 1970 la chiesa è stata soggetta al crollo di una parte del pavimento che ha svelato l'esistenza di una grande cripta inesplorata.
La chiesa è stata chiusa dal 1987;  dopo anni di chiusura e incuria è stata ristrutturata e aperta al culto dei fedeli nei primi mesi del 2018.
Oggi è dedicata alla Divina Misericordia.